# Bayerischer Filmpreis
El Bayerischer Filmpreis (Premi de Cinema de Baviera, en català) són uns guardons que s'entreguen, anualment, des del 1979, per part de l'estat de Baviera, a la “fita excepcional en la producció cinematogràfica alemanya.” Juntament amb el Deutscher Filmpreis, són els principals premis del món del cinema que s'otorguen a Alemanya.
La gala d'entrega dels premis es realitza a mitjans del mes de gener al Teatre Cuvilliés de Múnic, i es premien pel·lícules que han estat estrenades l'any anterior, essent un dels moments més rellevants de la vida cultural alemanya cada any. Aquests premis van acompanyats d'un import en metàl·lic total de €400,000. El premi més ben valorat, en €200,000, s'entrega al premi de Millor Producció, que s'entrega a "la pel·lícula alemanya més excepcional que genera la millor impressió general." La resta de premis tenen un valor entre €10,000 i €25,000. Als guanyadors també se'ls fa entrega d'una estatueta de porcellana que representa al personatge de la commedia dell'arte Pierrot, dissenyada per Franz Anton Bustelli i fabricada a la fàbrica de porcellana de Nymphenburg, a Múnic.

## Categories
Els guanyadors dels premis són escollits per un jurat, elegit per l'estat, en les següents categories: 
- Millor producció
- Millor director
- Millor actor
- Millor guió
- Millor fotografia
- Millor edició
- Pel·lícula més ben puntuada
- Millor disseny de producció
- Millor pel·lícula documental
- Millor pel·lícula infantil
- Premi especial

El primer ministre bavarès pot lliurar un Premi Honorari.